# Kazutomo Imajō
Kazutomo Imajō (jap. 今城 和智, Imajō Kazutomo; * 11. März 1987 in Makubetsu, Hokkaidō) ist ein japanischer Eishockeyspieler, der seit 2009 bei den Tohoku Free Blades in der Asia League Ice Hockey unter Vertrag steht.

## Karriere
Kazutomo Imajō begann seine Karriere als Eishockeyspieler in der Mannschaft der Chūō-Universität. Anschließend unterschrieb er einen Vertrag bei den Tohoku Free Blades, die in der Saison 2009/10 ihren Spielbetrieb in der Asia League Ice Hockey aufnahmen. In dieser erzielte der Verteidiger in seinem Rookiejahr im professionellen Eishockey in 36 Spielen drei Tore und gab elf Vorlagen. Zudem erhielt er 30 Strafminuten. In der Saison 2010/11, welche aufgrund des Tōhoku-Erdbebens vorzeitig beendet wurde, gewann er mit seiner Mannschaft erstmals den Meistertitel der Asia League Ice Hockey.

### International
Für Japan nahm Imajō an der U18-Junioren-Weltmeisterschaft der Division I 2005 sowie der U20-Junioren-Weltmeisterschaft der Division II 2007 teil.

## Erfolge und Auszeichnungen
- 2011 Asia-League-Ice-Hockey-Meister mit den Tohoku Free Blades

## Asia-League-Statistik
(Stand: Ende der Saison 2011/12)